# Мурманский областной радиотелевизионный передающий центр
Мурманский областной радиотелевизионный передающий центр (филиал РТРС «Мурманский ОРТПЦ») — подразделение Российской телевизионной и радиовещательной сети, основной оператор цифрового эфирного и аналогового эфирного теле- и радиовещания в Мурманской области.
Мурманский филиал РТРС обеспечивает доставку сигнала цифрового эфирного и аналогового эфирного теле- и радиосигнала, способствует развитию мобильной телефонной связи и обеспечивает коммуникационную деятельность органов госуправления. Филиал реализовал мероприятия федеральной программы «Развитие телерадиовещания в Российской Федерации на 2009—2018 годы» по созданию в регионе цифровой эфирной телесети.
47 передающих станций радиотелецентра обеспечивают 20 цифровыми эфирными телеканалами 99,38% жителей региона.

## История

### 1950—1960-е годы
В 1956 году в Мурманске началось строительство трёхэтажного телецентра и 180-метровой телебашни. Уже 6 ноября 1957 состоялась первая передача Мурманской телестудии, длившаяся час. Передатчик ТТР-5/2,5, на котором транслировалась программа, работал в радиусе 60-65 км.
В 1958 году, согласно приказу № 579 Минсвязи РСФСР от 31.12.1958, телецентр стал структурным подразделением Мурманского областного радиоцентра Управления связи Министерства связи СССР.
В 1961 году был введён в строй новый участок радиорелейной линии РРЛ-16: Мурманск — Кола — Тайбола — Оленегорск — Мончегорск — Африканда, Кандалакша. В Кандалакше в 1962 году установили передатчик МТР-2/1, что значительно увеличило радиус приёма телесигнала. В 1965 году началась организация эфирного приёма программы Мурманской студии в труднодоступные населённые пункты. Дирекция РРЛ и РТС была переименована в Мурманский телецентр в соответствии с Приказом № 350 Минсвязи СССР от 30.04.1965.
В 1967 году в Мурманске приняли в эксплуатацию станцию космической связи «Орбита», а в 1969 году введена в эксплуатацию станция в посёлке Гремиха в телецентре, построенном в том же году по личному указанию Генерального секретаря ЦК КПСС Л. И. Брежнева.
Мурманский телецентр был реорганизован в Мурманскую областную радиотелевизионную передающую станцию (ОРТПЦ).

### 1970—1980-е годы
В 1973 году в Апатитах был организован приём по РРЛ Р-60 первой программы центрального телевидения. После завершения строительства РРЛ Полярный Круг — Умба в посёлке Умба началось вещание двух программ ЦТ.
В 1974 году Мурманскую областную радиотелевизионную передающую станцию (ОРТПЦ) переименовали в Мурманский областной радиотелевизионный передающий центр.
В конце 1980 года была введена в эксплуатацию РРЛ Р-600 2 МВ «Африканда — Кировск» с зоной покрытия в радиусе 60 км. Маломощные передатчики в Кировске и Апатитах были ликвидированы. С 1981 года началась установка приёмных станций космической связи НСКС «Москва» в 67 удалённых от РРЛ населённых пунктах.
В 1986 году приняли в эксплуатацию РРЛ Мурманск — Североморск.
В 1987 году, в связи с приказом о переходе предприятий на полный хозрасчёт и самофинансирование, городской радиотрансляционный узел (ГРТУ) был передан ОРТПЦ на правах структурного подразделения.
В 1988 году Мурманский Радиоцентр был ликвидирован; весь его штат и основные средства были переданы Мурманскому ОРТПЦ. В состав ОРТПЦ вошли: РС-1, транслирующая программу «Маяк» в Мурманске с 1967 года (СРВ-30, частота 612 кГц), и РС-3, с 1984 года транслирующая в Мурманске третью программу (ДСВ-150, частота 657 кГц), а также РС-5, транслирующая в Мончегорске с 1968 года первую программу ЦТ с врезками программ ГТРК «Мурман» (КВ-50, частота 5930 кГц).

### 1990-е годы
В 1992 году ОРТПЦ вывели из состава ГПСИ «Россвязьинформ» и реорганизовали в государственное предприятие Мурманский ОРТПЦ. В том же году были построены сеть ретрансляции общероссийской программы «С-Петербург-5 канал» в Кандалакше, Мурманске, Никеле, а также сеть ретрансляции региональной программы «ТВ-ХХ1» в Мурманске, Умбе, Заполярном и Никеле.
10-16 декабря 1996 года с эфира были сняты телерадиопрограммы компаний-должников: «ОРТ», «ВГТРК», «Санкт-Петербург-5 канал», «Радио-1», «Маяк», «Радио России».
В 1999 году ОРТПЦ был реорганизован в филиал ФГУП ВГТРК («Всероссийская государственная телевизионная и радиовещательная компания») «Мурманский ОРТПЦ» на основании Указа Президента Российской Федерации № 920 «О создании единого производственно-технологического телерадиовещательного комплекса России (ЕПТК)» от 25.08.1997 и в соответствии с постановлением № 844 Правительства Российской Федерации от 27.06.1998, Приказом № 3 Мурманского ОРТПЦ от 02.01.1999.

### 2000-е годы
В 2002 году, согласно Указу Президента России от 13.08.2001 № 1031, распоряжений Правительства РФ № 1516-р от 17.11.2001. и № 1760-р от 29.12.2001, приказу № 4 Мурманского ОРТПЦ от 16.01.2002, «Мурманский областной радиотелевизионный центр» вышел из состава ВГТРК и стал филиалом РТРС «Мурманский ОРТПЦ».
В 2003 году по распоряжению Министерства имущественных отношений Российской Федерации от 13.06.2002 № 1471-р и приказу РТРС от 25.10.2002 № 197 Мурманскому филиалу РТРС были переданы передатчики РЦТА-70 (ОАО «Ростелеком»). Передатчики были установлены на РРЛ-16: Полярные Зори, Мончегорск, Оленегорск, Ревда, Риколатва и Ковдор. В 2003—2005 годах была проведена модернизация приёмной сети, в ходе которой аналоговые приёмные станции заменили на цифровые.

### 2010-е годы
В 2011–2018 годы РТРС создал в Мурманской области сеть цифрового эфирного телерадиовещания из 47 передающих станций. Строительство цифровой телесети в регионе предусматривалось федеральной целевой программой «Развитие телерадиовещания в Российской Федерации на 2009-2018 годы». 41 передающая станция телесети возводилась с нуля.
В 2012 году распоряжением Правительства РФ № 287-р от 3 марта 2012 года единственным для России стандартом цифрового эфирного телевидения был признан новый стандарт DVB-T2. C 2012 года РТРС ведет строительство сетей цифрового эфирного телевидения только в стандарте DVB-T2.
В марте 2015 года в филиале создана и начала работать группа оперативного управления сетью, которая в 2018 г. была преобразована в отдел.
04 октября 2016 в 18:15 к 100-летию города включена динамическая архитектурная подсветка башни Н=180м в г. Мурманске.
В г. Мурманске вещание РВ программы «Радио России» переведено с 67,22 МГц на 107,4 МГц (передатчик «RT-FMS-1001.1» 1 кВт).
Началась поставка пакетов 1 и 2 мультиплекса кабельным операторам. Создано две точки подключения - в г. Мурманск (Шолохова 36) и Кировск (пр. Ленина 42). 
В ноябре 2017 года РТРС начал включение программ ГТРК «Мурман» в эфир каналов первого мультиплекса «Россия 1» и «Россия 24».

### 2020-е годы
1 января 2021 года в цехе «Мурманск» принят в эксплуатацию передатчик RT-FMS-01.1 радиовещание программы «Вести-ФМ» на частоте 97,2 МГц мощностью 1,0 кВт.
4 октября 2024 года, в день рождения Мурманска, на сопке Варничной торжественно запустили новую архитектурно-художественную подсветку с медиафасадом.
25 сентября 2024г.  в Мурманске началось вещание радиоканала «Гордость» на частоте 100,6 FM.

## Деятельность
3 декабря 2009 года постановлением Правительства России № 985 утверждена федеральная целевая программа, которая определила этапы и сроки совершения перехода страны на цифровые технологии в телевещании. Мурманская область вошла во вторую очередь создания сети цифрового эфирного вещания.
В 2011 году началось строительство объектов цифрового телевидения, что позволило улучшить ТВ-изображение в регионе. В 2012 году мурманский филиал РТРС установил в областном центре на сопке Варничной новый ретранслятор.
Осенью 2013 года мурманский филиал РТРС начал тестовую трансляцию 10 телеканалов первого мультиплекса.
В мае 2014 года в Мурманске был открыт центр консультационной поддержки зрителей цифрового эфирного телевидения. В декабре началась трансляция второго мультиплекса в Мурманске и Кировске.
25 ноября 2016 года генеральный директор РТРС Андрей Романченко и губернатор Мурманской области Марина Ковтун подписали соглашение о сотрудничестве в области развития телевидения и радиовещания в Кировской области.
В 2016 году цифровое эфирное телевидение стало доступно в посёлках Зашеек и Африканда.
6 ноября 2017 года мурманский филиал РТРС отметил своё 60-летие.
22 декабря 2018 года мурманский филиал РТРС запустил в эксплуатацию радиотелевизионную станцию «Ура» в посёлке Видяево. Она стала последним, 5040-м, объектом цифрового эфирного вещания в России. С запуском станции завершилось строительство российского цифрового телевидения.
28 декабря 2018 года начали работу все передатчики второго мультиплекса. Цифровой телесигнал стал доступен для 99,24% населения региона. В 2023 году с учётом данных территориального органа Федеральной службы государственной статистики по Мурманской области о численности населения на 1 января 2023 года возможность приёма 20 телеканалов и трёх радиостанции в цифровом формате доступна для 99,38% населения области.
21 октября 2019 года Мурманская область отключила аналоговое вещание федеральных телеканалов. Регион полностью перешёл на цифровое телевидение.
Сегодня филиала РТРС «Мурманский ОРТПЦ» работает в регионе площадью 144,9 тысяч кв. км с населением 656 438 человек, проживающих в 136 населенных пунктах. В работе используются 52 АМС. 47 из них — цифровые с охватом почти 100% населения региона и более 99% его площади.

## Организация вещания
РТРС транслирует в Мурманской области:
- 20 телеканалов и три радиостанции в цифровом формате[58];
- девять радиостанций в аналоговом формате.

Инфраструктура эфирного телерадиовещания мурманского филиала РТРС включает:
- областной радиотелецентр;
- центр формирования мультиплексов;
- два производственных территориальных подразделения (цеха);
- 47 радиотелевизионных передающих станций;
- 52 антенно-мачтовых сооружения;
- передающую земную станцию спутниковой связи для врезки местных телеканалов в первый мультиплекс;
- 144 приёмных земных станций спутниковой связи;
- 94 цифровых телевизионных передатчика;
- аналоговый телевизионный передатчик;
- 22 радиовещательных передатчика;
- две точки присоединения операторов кабельного телевидения: цех Мурманск, аварийно-профилактическая группа Кировск цеха Кандалакша;
- девять устройств замещения регионального контента (реплейсеров);
- 18 устройств вставки локального контента (сплайсеров)[59][60].

## Социальная ответственность
В 1957 году в мурманском филиале РТРС создана первичная профсоюзная организация. В новом коллективном договоре РТРС сохранены действующие социальные льготы и гарантии для работников, в том числе более 30 социальных льгот сверх предусмотренных Трудовым кодексом РФ.
Коллективный договор
31 марта 2023 года заключён коллективный договор на 2023—2026 годы. Коллективный договор 2023-2026 гг.
Охрана труда
В РТРС действует система управления охраной труда, соответствующая требованиям российского законодательства и нормам международного права. Система управления охраной труда предприятия призвана сохранить жизнь и здоровье работников в процессе трудовой деятельности.
Образование
Мурманский филиал РТРС сотрудничает с профильными вузами и колледжами. Студенты проходят практику в подразделениях радиотелецентра, учатся обращаться с современной телерадиовещательной техникой, знакомятся с технологиями цифрового вещания. Специалистов для работы в мурманском филиале РТРС готовят Мурманский Государственный Технический Университет, Мурманский морской рыбопромышленный колледж имени И.И. Месяцева ФГАОУ ВО «МГТУ».
Награды
Согласно Указу Президента РФ от 21.11.2007г. № 1557 директору филиала "Мурманский ОРТПЦ" Морозову Владимиру Ивановичу (с 21.09.2005 - по 14.11.2016) вручена медаль ордена "За заслуги перед Отечеством" II степени.
Согласно Указу Президента РФ от 10.09.2012г. № 1267 начальнику цеха УКВ-РС г. Кандалакши (с 1973 - по 2012 гг.) Воронину Вениамину Илларионовичу присвоено почетное звание заслуженного работника связи и информации Российской Федерации 
Согласно Указу Президента РФ от 03.08.2020 заместителю начальника цеха Кандалакша Сорокину Виктору Александровичу присвоено звание заслуженного работника связи и информации Российской Федерации.